# Tellurure de gallium(III)
Le tellurure de gallium(III) est un composé chimique de formule Ga2Te3. Il s'agit d'un solide noir, dur et assez fragile, qui cristallise avec une structure blende dans le système cubique selon le groupe d'espace F43m (no 216) avec pour paramètre a = 590,6 pm ; on lui connaît également une structure orthorhombique avec pour paramètres a = 417 pm, b = 2 360 pm, c = 1 252 pm.
Le tellurure de gallium(III) peut être obtenu en faisant réagir du gallium métallique avec du tellure élémentaire :
2 Ga + 3 Te ⟶ Ga2Te3.
Il peut également être préparé en faisant réagir de l'oxyde de gallium(III) Ga2O3 ou de l'hydroxyde de gallium(III) Ga(OH)3 avec du tellurure d'hydrogène H2Te :
Ga2O3 + 3 H2Te ⟶ Ga2Te3 + 3 H2O.